# Karl Vogelsang
Karl Vogelsang (* 21. April 1932 in Essen; † 24. Juni 2006 in Kronberg im Taunus) war ein deutscher Maler und Textildesigner.

## Leben und Wirken
Vogelsang studierte von 1954 bis 1959 an der Hochschule für Bildende Künste Hamburg und an der Hochschule für Bildende Künste Berlin. Seit 1963 war er freier selbständiger Designer & Maler (Beleg 4. März 1983, Beletage Galerie im Studio, Düsseldorf, Bilder-Bethge, Erfurt, Galerie Vogel, Heidelberg.) 1983 zerbrach seine erste Ehe. Die Tragik seines Sohnes überschattete sein Leben und änderte nachhaltig seine Malerei in Collagen, in denen er den Tod seines Sohnes verarbeitete. Erst 1993 mit dem Kennenlernen seiner 2. Frau Karin Vogelsang, ebenfalls Künstlerin, erlebte er einen neuen Anstieg seiner Kunst in neuer leuchtender Farbgebung. Er verließ nach 32 Jahren Starnberg und zog zu seiner 2. Frau nach Kronberg, bekannt durch die dortige Malerkolonie und letzter Wohnsitz der Kaiserin Viktoria. Er fertigte Anfang der 1970er Jahre Stoffentwürfe an, die bei Taunus Textildruck, Oberursel, gedruckt wurden.
Nach schwerer langjähriger Krankheit verstarb Karl Vogelsang in Kronberg.

## Ausstellungen
Vogelsang nahm 1983 an einer Ausstellung im Deutschen Textilmuseum Krefeld teil, bei der rund 500 Textildesigns zu sehen waren. Unter den beteiligten Künstler waren unter anderem Raoul Dufy und Verner Panton. Von Karl Vogelsang sind sechs Entwürfe im Katalog abgebildet: Alfine (1970), Lahore (1973), Susi (1974), Raja (1975), Laubos (1978) und Peru (1979). Auf der Ausstellung gut gestalteter Industrieprodukte. Deutsche Auswahl 1986 im Design-Center Stuttgart ist er ebenfalls mit Entwürfen vertreten.

### Ausstellungen und Preise (Textildesign)
- 1966–1970 Galerie Baukunst, Cologne
- 1969 Textile Design Award (Kulturkreis im Bundesverband der Deutschen Industrie)
- 1983 Beletage Gallery, Düsseldorf
- 1985 Decorative Print Design Award, Grand Palais, Salon International D´Editeur, Paris (1. Preis International du Tussu d’ameublement, Paris)
- 1986, 1987 Textilpreis, Design center Stuttgart
- 1989 Preis für Design fortuna u. atrium, Design Center, Stuttgart
- 1990 Preis für design color, light: contemporary fabrics, cooper Hewitt National Design Museum, smithsonian Institution
- 2011 Bard Graduate Center Design History, New York, Ausstellung Knoll Textiles, 1945–2010, 18. Mai bis 31. Juli 2011, Design Fortuna u. Atrium, Karl Vogelsang[2]

## Rezensionen
- Zeitschrift Artprofil Ausgabe Dezember 2000/Januar 2001, Seite 30[3]